# The Ice Follies of 1939
The Ice Follies of 1939 (bra: Folia no Gelo) é um filme musical estadunidense de 1939, do gênero drama, dirigido por Reinhold Schünzel, e estrelado por Joan Crawford e James Stewart. O roteiro de Florence Ryerson, Edgar Allan Woolf e Leonard Praskins foi baseado em uma história do próprio Praskins.
Situado na indústria do entretenimento, a trama retrata a história de uma atriz que se casa com um patinador de gelo e enfrenta problemas de carreira e relacionamento.

## Sinopse
Juntos, Larry Hall (James Stewart) e Eddie Burgess (Lew Ayres) possuem um ato de patinação de sucesso. Larry se apaixona por Mary McKay (Joan Crawford), uma patinadora ruim, e decide inclui-la no ato. Despedido de seu trabalho por causa da inaptidão da moça, Larry mantém seu espírito vivo, sonhando que ainda vai conseguir produzir um espetáculo colossal no gelo.
Após a demissão, o casal foge e se casa. Mary, sentindo-se culpada por prejudicar a carreira de seu marido, convence Douglas Tolliver, Jr. (Lewis Stone), chefe de um estúdio de cinema, a oferecer um contrato para ela. Enquanto isso, Eddie fica desapontado com a distração de Larry e decide deixar a cidade. Depois que o primeiro filme de sua esposa a leva ao estrelato, Larry se vê relegado à posição de dono de casa, e então parte para Nova Iorque na esperança de produzir o espetáculo de seus sonhos.

## Elenco
- Joan Crawford como Mary McKay / Sandra Lee
- James Stewart como Larry Hall
- Lew Ayres como Eddie Burgess
- Lewis Stone como Douglas "Doug" Tolliver, Jr.
- Lionel Stander como Mort Hodges
- Charles D. Brown como Sr. Barney
- Bess Ehrhardt como Kitty Sherman
- Roy Shipstad como Ele mesmo
- Eddie Shipstad como Ele mesmo
- Oscar Johnson como Ele mesmo

## Produção
O título de produção do filme foi "Ice Follies". Embora tenha pouco da patinação real de Joan Crawford no filme, a Metro-Goldwyn-Mayer enviou comunicados à imprensa para anunciar que ela estava treinando rigorosamente para cantar no filme (Crawford já havia cantado nas telas em alguns dos primeiros musicais, como "The Hollywood Revue of 1929" e "Montana Moon"). Os lançamentos até sugeriram que a voz de Crawford já estava tão impressionante que, depois de apresentar suas seis canções neste filme, ela iria fazer sua estreia musical no Metropolitan Opera. Quando o filme estreou, porém, as canções de Crawford haviam sido reduzidas a duas, ambas dubladas por uma cantora profissional. Crawford mais tarde alegaria que seus vocais foram cortados por ordem de Jeanette MacDonald, que temia ser suplantada como cantora residente da MGM.

## Recepção
Um crítico do New York Herald Tribune escreveu: "Já que algum tipo de história era necessária para levar à estreia no cinema do grupo 'The International Ice Follies', e atores de primeira linha para dar o brilho publicitário necessário, Joan Crawford, James Stewart e Lew Ayres receberam a nada invejável tarefa de tentar torná-lo digerível. Suas atuações são inteligente e simpáticas; já o material não é ... A Srta. Crawford deve evitar esse tipo de filme no futuro, quando tiver que resistir a um material pobre, a um grupo de especialistas e à prodigalidade da própria Metro".
Frank S. Nugent, em sua crítica para o jornal The New York Times, escreveu: "Longe de nós fazer alguma reclamação de uma das produções mais brilhantes do Sr. Rapf; o que objetamos levemente é o fato de que o brilho não se estende ao diálogo, aos incidentes, aos personagens (para quem 'fictício' é um eufemismo) ou à história, que é aquela sobre o choque matrimonial de duas carreiras".

### Bilheteria
De acordo com os registros da Metro-Goldwyn-Mayer, o filme arrecadou US$ 725.000 nacionalmente e US$ 448.000 no exterior, totalizando US$ 1.213.000 mundialmente. A produção fez o estúdio perder dinheiro, com um prejuízo de US$ 343.000.

## Na cultura popular
No filme "Mommie Dearest" (1981), "The Ice Follies of 1939" é o filme que Crawford (Faye Dunaway) está se preparando para filmar nas sequências de abertura.